# Кок, Ада
Агье (Ада) Кок (нидерл. Aagje Kok, род. 6 июня 1947 года в Амстердаме, Северная Голландия, Нидерланды)) — голландская пловчиха. Призёр чемпионата Европы по водным видам спорта и Олимпийских игр. Установила 9 мировых рекордов и трижды была признана спортсменом года.

## Биография
Агье (Ада) Кок родилась 6 июня 1947 года в городе Амстердам. У неё есть сестра, которая также занималась плаванием — Гретта Кок. Именно она и послужила примером для Агье, после чего последняя приняла решение стать пловчихой. Тренировалась в таких клубах, как «AZ&PC de Futen», «HDZ», «KNZB». Профессиональную карьеру пловчихи начала с тринадцати лет. Дебют на международной арене состоялся в 1962 году во время чемпионата Европы по водным видам спорта в Лейпциге. Выступление на этих соревнованиях принесли Кок золотую медаль в дисциплине 100 м баттерфляем и серебро в эстафете 4×100 комбинированная. Через два года она в составе сборной Нидерландов по плаванию отправляется на Летние Олимпийские игры 1964 года в Токио. Выступления в привычных для неё дисциплинах 100 м баттерфляем и комбинированная эстафета 4×100 принесли две серебряные медали. Самым результативным выступлением в карьере Кок стало участие на чемпионате Европы по водным видам спорта в Утрехте. Две золотых медали она добыла в дисциплинах 100 м баттерфляем и комбинированная эстафета 4×100. Также, выступление в заплыве на 400 м вольным стилем принесло ей серебряную медаль. На Летние Олимпийские игры Кок снова попала в команду сборной Нидерландов. В дисциплине 200 м баттерфляем, она обогнала соперниц из ГДР и США и выиграла золото, установив рекорд времени — 2:24.7.
В 1963, 1965, 1967 годах номинировалась и выигрывала титул — «Европейский пловец года». Признавалась трижды «Голландским спортсменом года» в 1965, 1966, 1968 годах. В 1976 году Агье Кок была вписана в музей Зала славы мирового плавания, США.
В 1985 году у Кок была диагностирована апластическая анимия и по прогнозам врачей ей оставалось жить несколько месяцев. Около 10 лет лечения практически в изоляции и переливание крови более чем от 1200 доноров понадобилось для того, чтобы болезнь перестала развиваться.